# 第343海军航空队
第343海军航空队（第343海軍航空隊，だい343かいぐんこうくうたい），是日本海军的海军航空队。第一代部队于1944年1月1日成立时，部队别名为“隼部队”。第二代部队于1945年（昭和20年）2月1日建立，部队的别名为“剑部队”。主要的配置为川西“紫电·紫电改”战斗机和中岛“彩云”舰上侦察机，司令官为源田实。

## 概要

### 编制组成
1944年（昭和19年）中旬，在“塞班岛战役”和“关岛战役”的失利使得日本的“绝对国防圈”被攻破，面对敌方对于日本本土不可避免的袭击，日本海军在源田实大佐的设想下开始组建了一支由经验丰富的驾驶员和新式“局地战斗机”（陆基战斗机）“紫电·紫电改”的本土防空部队以保护日本本土与周边区域的领空。1944年（昭和19年）12月25日，新组建的“第三四三海军航空队”正式在横须贺基地开队，由当时的三个战斗飞行队，“战斗三〇一”，“战斗七〇一”和“战斗四〇七”编成。各支部队拥有四十八架飞机，三支队伍同时开始在松山，大分和出水的基地里开始训练。
1945年（昭和20年）1月末，三支飞行队在松山基地集合，当时的部队里包括了“战斗七〇一”的飞行队长鸳渊孝飞曹长，“战斗四〇七”的队长林喜重大尉，“战斗三〇一”的菅野直大尉，矶崎千利大尉，坂井三郎少尉，宫崎勇少尉，松场秋夫少尉，本田稔飞曹长，杉田庄一上飞曹，武藤金义等经验丰富的驾驶员，最后还编入了“战斗四〇一”飞行队（队长为浅川正明大尉），部队被派往了德岛基地。“三四三空”相对很重视事先对于敌机来袭前的情报，部队里装备了不少“侦查第四飞行队”（队长桥本敏男大尉）的“彩云”舰上侦察机，另外还充分利用了当时全新改良的无线电系统用于指挥。“第三四三海军航空队”的本名是“吴镇守府所属基地航空队，常设战斗机部队”（「呉鎮守府所属基地航空隊で、常設された戦闘機部隊」），而为了提高队员们的士气把部队的别名取为了“剑部队”。各个所属的飞行队则自己分别取名为“新选组”（“战斗三〇一”），“维新队”（“战斗七〇一”），“天诛队”（“战斗四〇七”），“奇兵队”（“侦四”）和“极天队”（“战斗四〇一”）。

### 参与战斗
1945年（昭和20年）3月19日，第343海军航空队共出動54架“紫电”和“紫电改”戰機，迎击約160餘架由美国海军的“格鲁曼”F6F“地狱猫”，“钱斯·沃特”F4U“海盗”和“柯蒂斯·莱特”SB2C“地狱俯冲者”組成的攻擊機群。最後聲稱击落了58架美机，但是美軍方面統計數據顯示，美国海军當天空戰中只有8架遭到擊落，在回程的途中有2架迫降海上，外加4架在返航後因受損過重而予以報廢處份，总損失為14架。不過美国海军也誇大戰果，声称當日共击落了50架日机，日方數據則顯示，第343海军航空队當天共有15架遭击落（包括在高知县津野町的上空试图撞击美机失敗的“彩云”侦察机（现在在相撞地点还保留一座“慰灵碑”），外加在地面被击毁了5架。随后，第343海军航空队也繼續奉令參與“冲绳岛战役”期間發動的“菊水作战”，不過和其它海军战斗机相比，续航能力較短的“紫电改”只能擔任在奄美大岛附近空域为“特别攻击队”飞机的掩護任務。
同年4月份，部队迎击来袭的“波音”B－29“超级堡垒”轰炸机群和負責護航的“北美航空”P－51“野马”战斗机。
4月21日，在迎击“B－29”轰炸机的过程中“战斗四〇七”的队长林喜重被击落。
1945年（昭和20年）6月2日，迎击了美国海军的170架战斗机群，大部分为“钱斯·沃特”F4U“海盗”，“三四三空”汇报共击落了34架敌机（而战后的美方记录显示4架）。
同年7月24日，在“吴军港空袭”中汇报击落了15架敌机（美方记录为4架），“战斗七〇一”的鸳渊孝队长和“战斗三〇一”的武藤金义兩位王牌被击落陣亡。
8月1日，在屋久岛迎战“统一飞机”B－24“解放者”轰炸机和P－51“野马”战斗机的空战中，菅野直的“紫电改”被击中（也有資訊稱是機砲膛炸意外使機翼受損）未能返回基地。
1945年（昭和20年）8月8日，在北九州的上空迎击了二十四架“共和航空”P－47N“雷电”和B－29“超级堡垒”。在常常需要面对对方数量上优势的情况下到了八月份终战前部队里还能继续使用的飞机不超过20架。
8月9日，在长崎县大村基地的登山训练中，不少队员看到了在长崎市上空爆炸的“第二颗原子弹”。
8月12日，一架“三四三空”正在试飞的“紫电改”看到并且击落了1架在附近空域飞行的P－51“野马”。
从正式建立到战争结束前的六个月里，“第三四三海军航空队”汇报击落了170架左右的敌机（战后的美方记录则显示在40架左右），部队自己战死·失踪七十四名成员。

### 拒绝参与特攻
日本海军的“联合舰队”司令部曾一度邀请“三四三航空队”加入到“特别攻击”部队的行列里来，但是遭到了队里不少指挥官的反对。源田实几次亲自看望了军营，但是当时的队长志贺淑雄则对源田说到“那么我们这支特攻队的第一架飞机就由我来提供掩护，你自己亲自出击”。据说在听到志贺的此言后，源田脸色苍白此后再也没有提出加入“特攻队”的话。

### 初代·第三四三海军航空队
1944年（昭和19年）初，有一支海军航空队也用了“第三四三海军航空队”的名字（别名为“隼部队”），当时也准备配置新式的陆基战斗机，但是因为“紫电”系列的生产延迟使得这支部队只装备了“零战”。后来在马里亚纳群岛周围活动，由于在同年七月份的“菲律宾海海战”（马里亚纳海战）中大部分飞机被击毁，部队解散。

## 关联项目
- 源田实
- 紫电改
- 大日本帝国海军